# 萩森侚子
萩森 侚子（はぎもり じゅんこ、1964年10月20日 - ）は、日本の女性声優、ナレーター。兵庫県出身。青二プロダクション所属。本名・旧芸名：萩森 順子（はぎもり じゅんこ）。

## 人物
青二塾大阪校3期出身。
「侚」（人偏に旬）の字はJIS X 0208の規格に収録されていないため、一部の日本語環境では表示できない。そのため、似た字の「徇」や「旬」で代用される場合がある。
小川びいによると、すっきりとした声を持ち、役柄としては高圧的なお姉さん役で知られているという。
『クレヨンしんちゃん』のネネちゃんのママ（桜田もえ子）は、初代声優の斉藤庄子の降板（理由不明）により、急遽抜擢されたものである。
特技は手話。

## 出演
太字はメインキャラクター。

### テレビアニメ
1988年
- 新グリム名作劇場（1988年 - 1989年、アヒルの子供、子供、子供B、ヒナC、その息子）
- ハロー!レディリン（女生徒）
- ビックリマン（1988年 - 1989年、芸助、一寸助）
- ひみつのアッコちゃん（1988年版）（女生徒）

1989年
- かりあげクン（おかっぱちゃん、婦警B、女性スキー客、女性消防官、事務員さん 他）
- 新ビックリマン（1989年 - 1990年、龍宮女天、聖ムーンかぐや）
- 魔法使いサリー（1989年版）（1989年 - 1991年、カン太、女神、妖精カナリア、青い髪の天使）

1990年
- 私のあしながおじさん（女生徒、生徒、女学生、友人）

1991年
- ウルトラマンキッズ 母をたずねて3000万光年（1991年 - 1992年、エス、マーのママ、娘・バニー、ダダポー、ペント夫人）
- それいけ!アンパンマン（ハットくん）
- 楽しいムーミン一家 冒険日記（ノエル、弟子）
- トラップ一家物語（ミミー）
- ハイスクールミステリー学園七不思議（緑川弥生）
- まじかる☆タルるートくん（楠田枝威子〈初代〉）

1992年
- キテレツ大百科（1992年 - 1993年、改札係、女子大生）
- 大草原の小さな天使 ブッシュベイビー（サフィナ）
- ツヨシしっかりしなさい（井川典子）

1993年
- 蒼き伝説シュート!（田仲夏子）
- 美少女戦士セーラームーンR（マジパン）

1994年
- クレヨンしんちゃん（1994年 - 、桜田もえ子〈ネネちゃんのママ〉〈2代目〉、シーラ・ロボ、テレビA、お姉さんA）
- ママレード・ボーイ（コーチ）

1995年
- アニメ世界の童話（ロメオ、若仙女、コンスタンス）
- H2（妻の声）
- 空想科学世界ガリバーボーイ（アルパチ）
- ご近所物語（浜田先生）
- 美少女戦士セーラームーンSuperS（ベスベス、テンコ）
- ぼのぼの（ヒグマさん）

1998年
- 金田一少年の事件簿（文月花蓮〈北見花江〉、北見蓮子）
- 花さか天使テンテンくん（桜ミサキ）
- ヨシモトムチッ子物語（ダンゴムシモリオ、オオテントウムシマン）

1999年
- 週刊ストーリーランド 老婆シリーズ（1999年 - 2000年、銀行員、主婦C）
- Blue Gender（ルー・リー・チャン、スー・リー・チャン）

2000年
- 勝負師伝説 哲也（ダンチの母）
- ののちゃん（平田の妻）

2001年
- 地球少女アルジュナ（有吉海音、看護婦A、シードオペレーターA）

2002年
- あたしンち（コーディネーター）
- Witch Hunter ROBIN（神乃崎瞳）

2003年
- 名探偵コナン（2003年 - 2013年、観野節子、子供の母、主婦A、高森ジェシカ）

2004年
- ちびまる子ちゃん（看護婦さん）
- 遙かなる時空の中で-八葉抄-（美女）
- ブラック・ジャック（久男の母）

2005年
- AIR（佳乃の母）

2007年
- MOONLIGHT MILE 2ndシーズン -Touch down-（主婦）

2009年
- バトルスピリッツ 少年突破バシン（メガネコの母）

2011年
- バトルスピリッツ 覇王（2011年 - 2012年、巽ハナヨ）

### 劇場アニメ
1988年
- 魁!!男塾（スチュワーデス）

1989年
- 変幻退魔夜行 カルラ舞う!-奈良怨霊絵巻-（小林）

1990年
- 剣之介さま（ウェイトレス）
- 魔法使いサリー（カン太）

1993年
- ツヨシしっかりしなさい ツヨシのタイムマシーンでしっかりしなさい（典子）
- ろくでなしBLUES 1993（春華）

1994年
- 餓狼伝説 -THE MOTION PICTURE-（JOEガール）
- 三国志 完結編・遥かなる大地（難民女）

1995年
- カッタ君物語（山崎朋子）
- クレヨンしんちゃん 雲黒斎の野望（お銀）

1997年
- 瓜っこ姫とアマンジャク（瓜っこ姫）

1999年
- クレしんパラダイス! メイド・イン・埼玉（ネネママ）
- クレヨンしんちゃん 爆発!温泉わくわく大決戦（ネネママ）

2000年
- クレヨンしんちゃん 嵐を呼ぶジャングル（ネネママ）

2001年
- クレヨンしんちゃん 嵐を呼ぶ モーレツ!オトナ帝国の逆襲（ネネママ）

2012年
- クレヨンしんちゃん 嵐を呼ぶ!オラと宇宙のプリンセス（ネネママ）

2014年
- クレヨンしんちゃん ガチンコ!逆襲のロボとーちゃん（ネネママ）

2024年
- クレヨンしんちゃん オラたちの恐竜日記（ネネママ）

### OVA
1988年
- Crying フリーマン（娘、スチュワーデス）
- 魔界都市〈新宿〉（少女）

1990年
- 気ままにアイドル（河合遙）
- BE-BOP-HIGHSCHOOL（1990年 - 1993年、女子高生A、美加、君恵、ナツキ）
- 変幻退魔夜行 カルラ舞う!〜仙台小芥子怨歌〜（吹雪）

1991年
- 巴がゆく!（伊織少年、女性アナ）

1992年
- うしおととら（餓眠様）
- カメレオン1（相沢純菜）
- 機神兵団（クッキー）
- ゴリラーマン（マリ）

1993年
- 砂の薔薇 雪の黙示録（シェリー）
- フォーチュン・クエスト 世にも幸せな冒険者たち（ユリア）

1994年
- 鬼切丸（治美）

1995年
- 銀河お嬢様伝説ユナ（エリナ）
- 3×3 EYES 〜聖魔伝説〜（ケンケン）

### Webアニメ
- ブラック・ジャック（2001年、デビイの母、母親）
- 幕末機関説 いろはにほへと（2006年、芸妓）
- クレヨンしんちゃん外伝 おもちゃウォーズ（2016年、ネネちゃんのママ）

### ゲーム
1991年
- 天使の詩（エンヤ）
- ロードス島戦記II（ライナ）

1992年
- キアイダン00（菊地ありさ）
- 銀河お嬢様伝説ユナ（エリナ、ヴァイオリンのアレフチーナ）
- 同級生（斎藤真子）
- TRAVELエプル（タップリン）
- プリンセス・ミネルバ（オーリン・キャリー）
- 魔法の少女シルキーリップ（相原誌美）

1993年
- アークスI・II・III（ソルミシア）
- イースIV The Dawn of Ys（レア）
- Aランクサンダー 誕生編（ナレーション、ラヴィニア）
- サイボーグ009（カズ）
- 天外魔境 風雲カブキ伝（ピエタ）
- 天使の詩II 堕天使の選択（エンヤ）

1994年
- CALIII（アテナ）※PCエンジン
- 卒業II 〜Neo Generation〜（犬塚さおり）
- ポリスノーツ（マーク・ブラウン、スチュワーデス）

1995年
- ザ・ファイヤーメン2 ピート & ダニー（ニーナ・グレイ）
- スーパーボンバーマン ぱにっくボンバーW
- ブルー・シカゴ・ブルース（アンジー・ハート）
- クレヨンしんちゃん パズル大魔王の謎（ネネちゃんのママ）

1996年
- いまどきのバンパイア（後藤絵里香）
- エターナルメロディ（リラ・マイム）
- サークIII（妖精）
- LUNAR シルバースターストーリー（ナル）

1997年
- 銀河お嬢様伝説ユナ3 LIGHTNING ANGEL（空のエリナ、ロックの姫、ヴァイオリンのアレフチーナ）
- グランディア（サキ）
- サターンボンバーマンファイト!!（パンプ）
- 卒業 Vacation（犬塚さおり）
- フェーダ2（ミネルバ・ライラック）
- フリートーク・スタジオ 〜マリの気ままなおしゃべり〜（円城寺みゆ）

1998年
- グランディア デジタルミュージアム（サキ）
- 天仙娘々 〜劇場版〜（麻雀大王〈第2〉）
- 星の丘学園物語 学園祭（水沢翔子）

1999年
- 聖少女艦隊バージンフリート（女郎花文月）
- ナース物語（本間美希）

2001年
- サモンナイト2（モーリン）

2003年
- サモンナイト3（モーリン）

2004年
- マグナカルタ（フレイア）

2006年
- クレヨンしんちゃん 伝説を呼ぶ オマケの都ショックガーン!
- クレヨンしんちゃん 最強家族カスカベキング うぃ〜（ネネママ）
- ジョジョの奇妙な冒険 ファントムブラッド

2007年
- シャイニング・ウィンド（ラッシィ）

2009年
- LUNAR ハーモニーオブシルバースター（ナル）

2010年
- クレヨンしんちゃん おバカ大忍伝 すすめ!カスカベ忍者隊!
- クレヨンしんちゃん ショックガ〜ン!伝説を呼ぶオマケ大ケツ戦!!（ネネママ）

2011年
- クレヨンしんちゃん 宇宙DEアチョー!? 友情のおバカラテ!!

2014年
- クレヨンしんちゃん 嵐を呼ぶ カスカベ映画スターズ!（ネネちゃんのママ）

### ドラマCD
- 愛していると言ってくれ。（吉峰サキ）
- アニメイトCDコレクション サイバーボッツ（ジュンコ）
- インフェリウス惑星戦史外伝 CONDITION GREEN（アンジー・ペイジ）
- CDシアター ドラゴンクエストシリーズ（ヨシリィ、ポポロ、ポワン）
- 集英社カセットブック ジョジョの奇妙な冒険 第2巻 アヴドゥル死すの巻（ソフィー）
- 卒業&卒業II 卒業ガールズ全員集合!（犬塚さおり）
- ドラマCD テイルズ オブ ファンタジア（占い師）

### 吹き替え
- デス・キューブ

### ラジオ
- 萩森侚子のMEGABIT SCRAMBLE
- マッコウ・萩のLUNER シルバースターストーリー

### ナレーション
- おとことおんなの生活学
- たのしいのりものずかん
- ピングー
- ラブコマンダー関西へ行く〜!（旅チャンネル）